# 메구루 (나고야시)

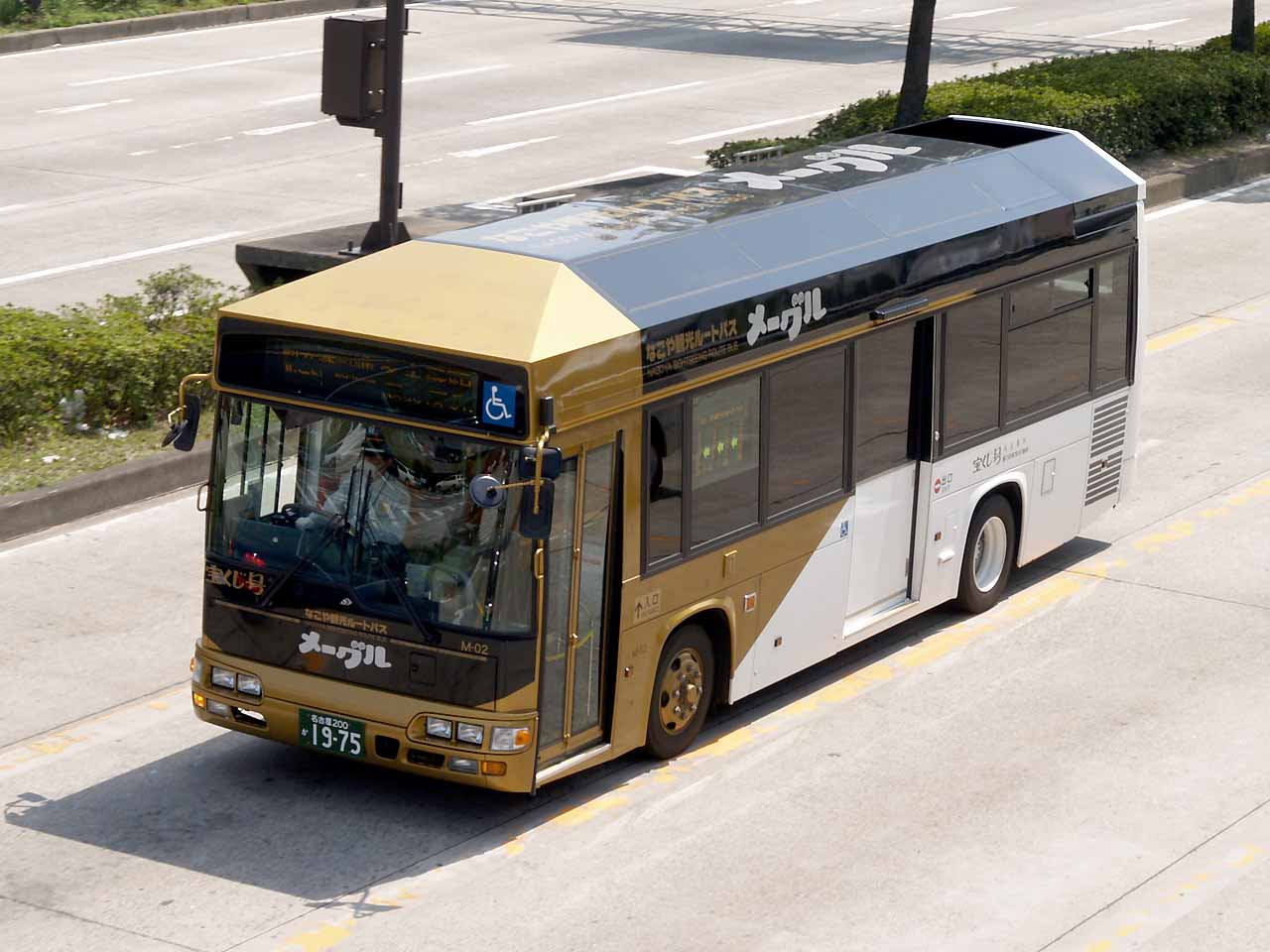
메구루 버스

나고야 관광 루트 버스 메구루(名古屋観光ルートバス メーグル)는 일본 아이치현의 현청소재지인 나고야시의 중심 관광지를 도는 순환버스이다. 2012년 현재 승차권 가격은 1회 승차시 성인 200엔, 어린이 100엔, 전일권은 어른 500엔, 어린이 250엔이다. 전일권 구매는 승차시 버스에서 구입이 가능하며, 전일권 구매시 나고야성, 나고야 TV타워 전망층 등 지정 관광 시설 입관료가 할인된다.

## 운행 코스
나고야역 → 도요타 테크노 뮤지엄 → 노리타케의 숲 → 나고야성 → 도쿠가와엔 도쿠가와 미술관 호사문고 → 문화의길 후타바관 → 시정자료관 (남) → 나고야 TV타워 → 히로코지 사카에 → 히로코지 후시미 → 나고야성 → 노리타케의 숲 → 도요타 테크노 뮤지엄 → 나고야역

## 운행 시간
화요일부터 일요일까지 운행하며, 운휴일은 월요일(휴일인 경우는 그 다음날) 및 연말연시이다.

### 평일 운행 시간
평일 오전 9시 30분부터 30분 간격으로 1대씩 나고야역에서 출발하며, 마지막 출발 시간은 오후 5시이다. (11시30분부터 1시 30분까지는 1시간에 한 대씩 운행)

### 주말 운행 시간
토요일, 일요일, 휴일은 20-30분 간격으로 1대씩 나고야역에서 출발하며, 마지막 출발 시간은 오후 5시이다.

## 특징
버스 내부에 영어, 한국어, 일본어, 중국어 안내 책자가 배치되어 있으며, 내부 전광판에서 일본어, 한국어, 영어, 중국어로 된 정류장 소개와 사진 등을 볼 수 있다.

## 갤러리

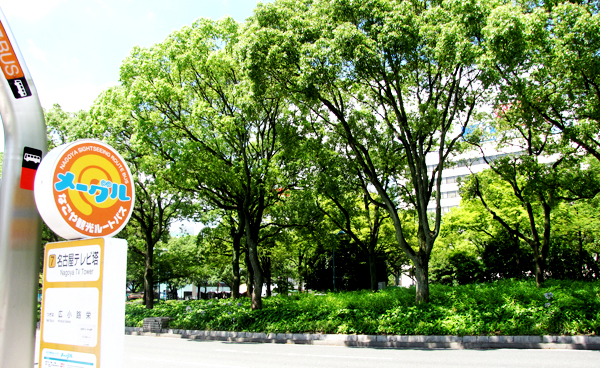
메구루 버스 정류장
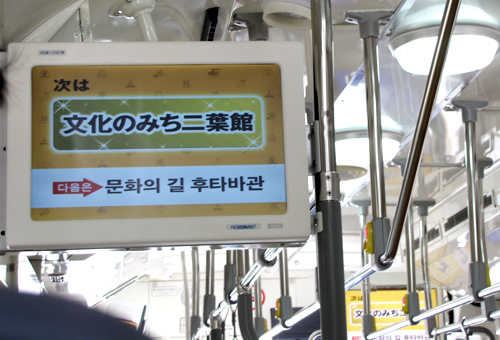
메구루 버스 내 안내 전광판